# Cristiano Salerno
Cristiano Salerno (Imperia, 18 febbraio 1985) è un ex ciclista su strada e mountain biker italiano, professionista dal 2006 al 2015 e vincitore del Tour of Japan 2010.

## Carriera
Dopo alcune stagioni tra gli élite 2, Salerno passò professionista nel 2006 con la Tenax-Salmilano di Fabio Bordonali. Nel 2010 vinse due tappe e la classifica generale del Tour of Japan. Nel 2011 passò alla Liquigas-Cannondale e prese parte al suo primo Giro d'Italia. Due anni dopo riuscì a vincere la classifica scalatori alla Volta Ciclista a Catalunya, gara World Tour. Nel 2015 si è trasferito alla Bora-Argon 18.
Conclusa l'esperienza su strada, per la stagione 2016 è tornato al mountain biking, in cui già aveva gareggiato nelle categorie giovanili, firmando per lo Scott Racing Team diretto da Mario Noris.

## Palmarès
- 2010

2ª tappa Tour of Japan (Circuito di Nara)
5ª tappa Tour of Japan (Cronoscalata al Fuji)
Classifica generale Tour of Japan

### Altri successi
- 2013

Classifica scalatori Volta Ciclista a Catalunya

## Piazzamenti

### Grandi Giri
- Giro d'Italia

2011: 57º
2012: 105º
2013: 86º
- Vuelta a España

2012: 49º

### Classiche monumento
- Milano-Sanremo

2015: 89º
- Liegi-Bastogne-Liegi

2013: 137º
- Giro di Lombardia

2007: 55º
2012: ritirato